# 国立病院機構北海道がんセンター
国立病院機構北海道がんセンター（こくりつびょういんきこうほっかいどうがんセンター）は、札幌市白石区にある病院。北海道内唯一の「都道府県がん診療連携拠点病院」に指定されており、札幌市内のみならず北海道全域をカバーしている。施設の老朽化・狭隘化や診療機能強化のため、現在地にて全面建替工事を行い、2020年11月完成。当センターの理念は「私たちは、国民の健康のために、良質で信頼される医療の提供に努めます」である

## 沿革
- 1896年（明治29年）：「札幌衛戍病院」（その後札幌陸軍病院）として月寒に開院[7]。
- 1945年（昭和20年）：厚生省（現在の厚生労働省）に移管し、「国立札幌病院」と改称[7]。
- 1952年（昭和27年）：菊水に移転し、診療所開設[7]。
- 1957年（昭和32年）：総合病院になる[7]。
- 1968年（昭和43年）：北海道の要請により、北海道地方がんセンター併設[7]。
- 1986年（昭和61年）：1979年（昭和54年）から7期に渡る更新により、現在の施設になる。
- 2004年（平成16年）：独立行政法人となり、「独立行政法人国立病院機構 北海道がんセンター」と改称[7]。
- 2009年（平成21年）：都道府県がん診療連携拠点病院指定[7]。
- 2018年（平成30年）：全面建替整備工事Ⅰ期工事完了
- 2020年（令和 2年）：全面建替整備工事Ⅱ期工事完了
- 2021年（令和 3年）：全面建替整備工事Ⅲ期工事完了

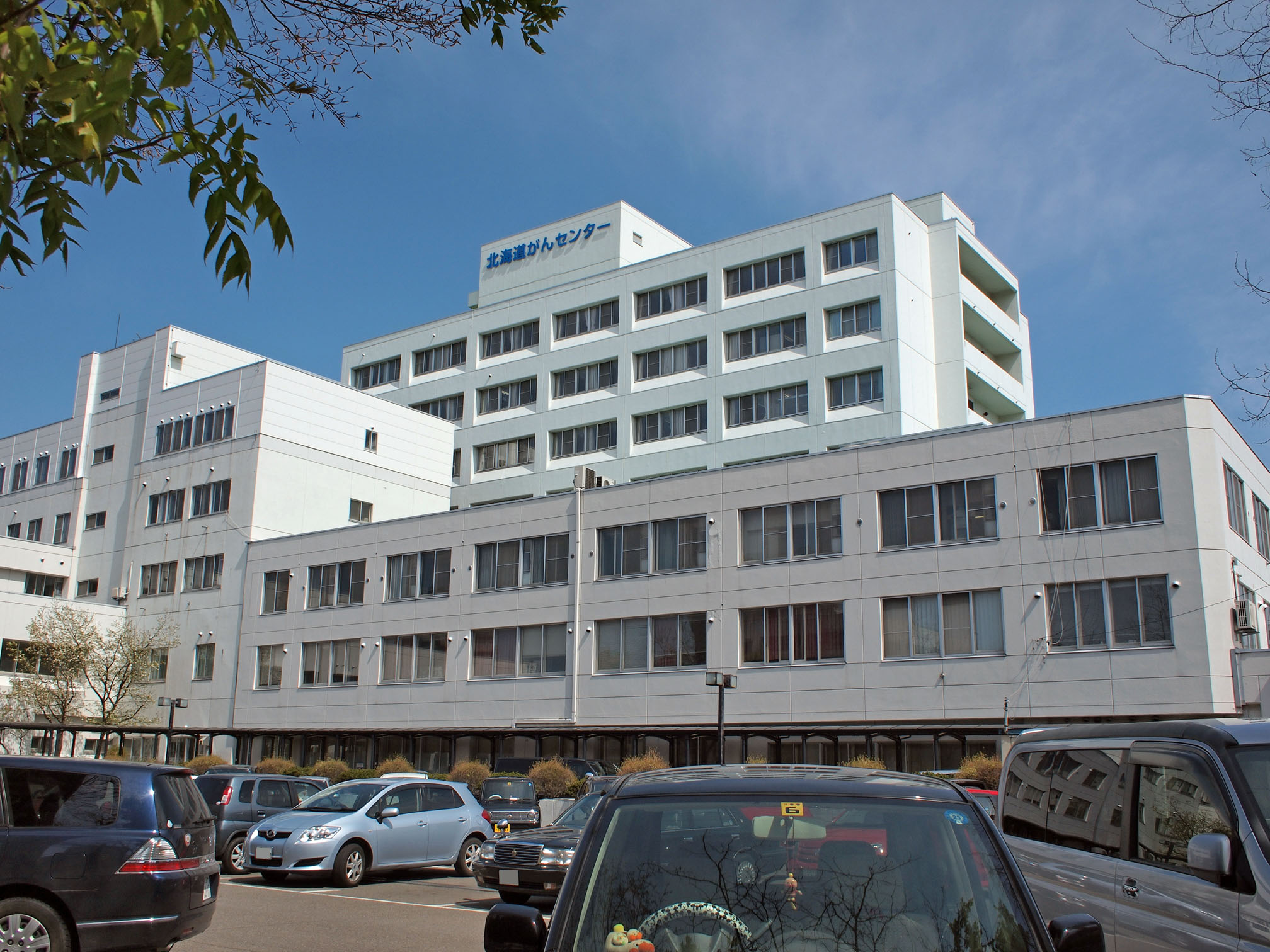
2020年建て替え前のがんセンター院舎

## 機関指定
| 健康保険法保険医療機関                             | 国民健康保険法保険医療機関     |
| 老人保健法指定医療機関                             | 労働者災害補償保険法指定病院   |
| 生活保護法指定病院                                 | 結核指定医療機関               |
| 更生医療指定病院                                   | 育成医療指定病院               |
| 養育医療指定病院                                   | 原子爆弾被爆者医療指定病院     |
| 戦傷病者医療指定病院                               | 公害健康被害補償法公害医療機関 |
| 臨床研修指定病院                                   | 身体障害者福祉法指定医療機関   |
| 精神保健法指定医療機関                             | 母体保護法指定医療機関         |
| 救急告示病院                                       | 札幌市災害時基幹病院           |
| 原子力災害緊急被ばく医療施設（二次被ばく医療機関） | 都道府県がん診療連携拠点病院   |
| 全国がん（成人病）センター協議会加盟病院           | エイズ治療拠点病院             |
| 北海道の指定する肝疾患に関する専門医療機関         |                                |

## 診療科等
診療科
- 循環器内科
- 呼吸器内科
- 消化器内科
- 血液内科
- 緩和ケア内科
- 感染症内科
- 消化器外科
- 乳腺外科
- 骨軟部腫瘍科（腫瘍整形外科）
- 形成外科
- 脳神経外科
- 呼吸器外科
- 心臓血管外科
- 皮膚科
- 泌尿器科
- 婦人科
- 眼科
- 頭頸部外科
- 放射線診断科
- 放射線治療科
- 麻酔科
- 歯科口腔外科
- 口腔腫瘍外科

専門外来
- HPV（ヒトパピローマウイルス）外来
- 禁煙外来
- 遺伝子先端医療外来
- 睡眠時無呼吸症候群（SAS）外来
- 緩和ケア外来
- ストーマ外来
- リンパ浮腫外来
- セカンドオピニオン外来
- がん何でも相談外来
- がん看護外来

看護・診療支援部門
- 看護部
- 薬剤部
- 臨床検査科
- リハビリテーション科
- 臨床研究部
- 放射線診断部
- 臨床工学部
- 栄養管理室
- 地域医療連携室

## 認定施設
| 日本麻酔科学会指導病院                       | 日本眼科学会専門医制度研修施設             |
| 日本外科学会認定医制度修練施設               | 日本消化器外科学会専門医修練施設           |
| 日本消化器内視鏡学会認定指導施設             | 日本整形外科学会認定医研修施設             |
| 日本脳神経外科学会認定医研修指導施設         | 日本泌尿器科学会専門医教育施設             |
| 母体保護法指定医研修施設                     | 日本耳鼻咽喉科学会専門医研修施設           |
| 日本産科婦人科学会認定医制度卒後研修指導施設 | 日本消化器病学会認定医認定施設             |
| 日本血液学会認定医研修施設                   | 日本大腸肛門病学会専門医修練施設           |
| 日本内科学会認定内科専門医教育病院           | 日本医学放射線学会放射線科専門医修練機関   |
| 日本放射線腫瘍学会認定施設                   | 日本乳癌学会認定施設                       |
| 日本呼吸器内視鏡学会認定医制度認定施設       | 日本呼吸器外科学会専門医制度関連施設       |
| 日本呼吸器学会認定医制度認定施設             | 日本皮膚科学会認定医研修施設               |
| 厚生労働省薬剤師実務研修施設                 | 日本臨床腫瘍学会認定研修施設               |
| 日本臨床細胞学会認定施設                     | 日本消化器集団検診学会認定指導施設         |
| プレアボイド報告施設                         | 日本病院薬剤師会がん専門薬剤師研修認定施設 |
| 日本医療薬学会がん専門薬剤師研修認定施設     | 日本カプセル内視鏡学会認定指導施設         |

## 新型コロナウイルス感染
- 2020年4月20日、国立病院機構北海道がんセンターで、入院中の女性2人の感染が確認された。これまで看護師や入院患者ら計32人の感染が判明した。厚生労働省のクラスター対策班と連携し、感染経路や感染拡大の原因を調べている[9]。

## アクセス・駐車場
公式サイト「交通案内」も参照
- 札幌市営地下鉄東西線菊水駅下車 3番出口から徒歩約3分
- ジェイ・アール北海道バス「菊水駅前」バス停下車
- 札幌ICから車で約20分
- 駐車場あり

## 参考資料
- 近藤啓史 (2013年). “北海道がんセンターの歴史” (PDF).   独立行政法人国立病院機構 北海道がんセンター. 2017年1月5日閲覧。
- “北海道がんセンター 病院のご案内” (PDF).   独立行政法人国立病院機構 北海道がんセンター (2016年). 2017年1月5日閲覧。